# Oxycera
Oxycera är ett släkte av tvåvingar. Oxycera ingår i familjen vapenflugor.

## Bildgalleri

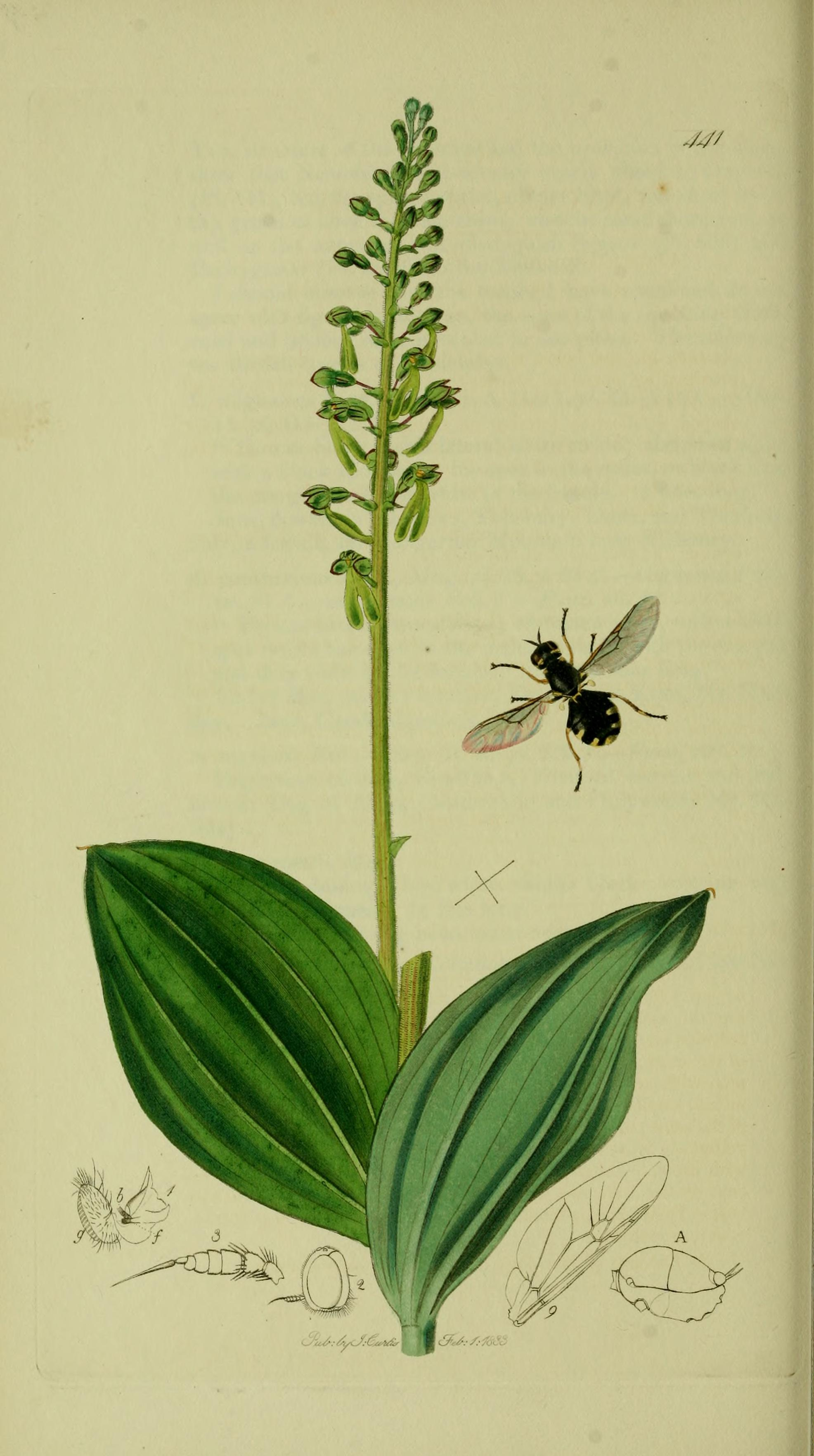
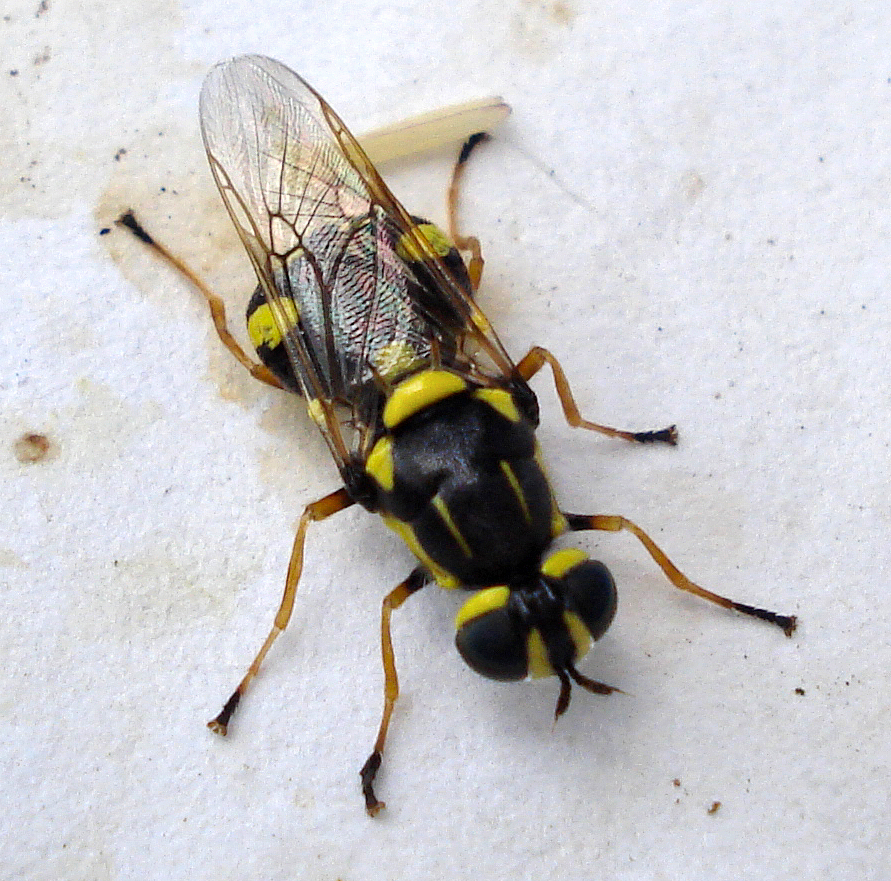
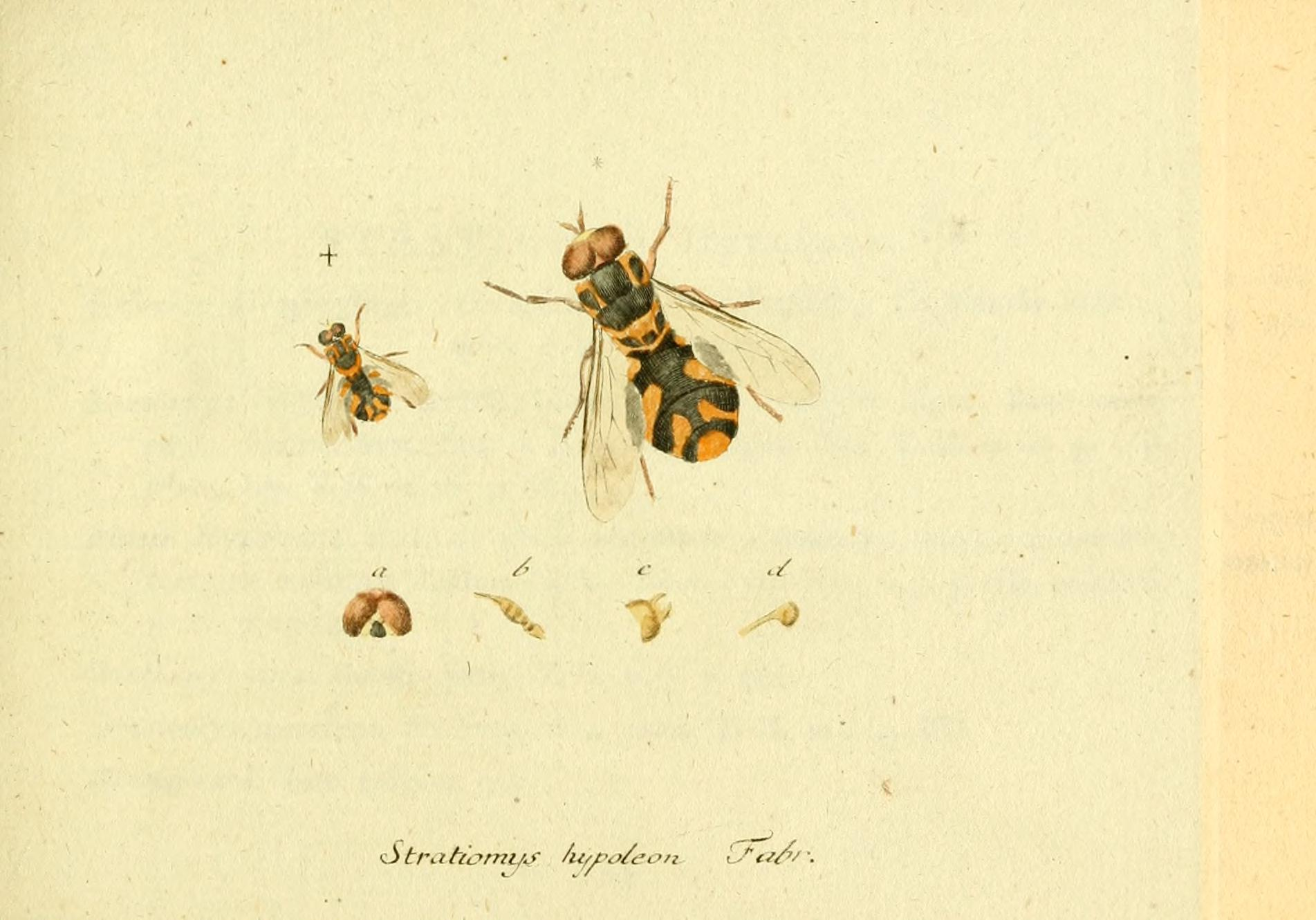
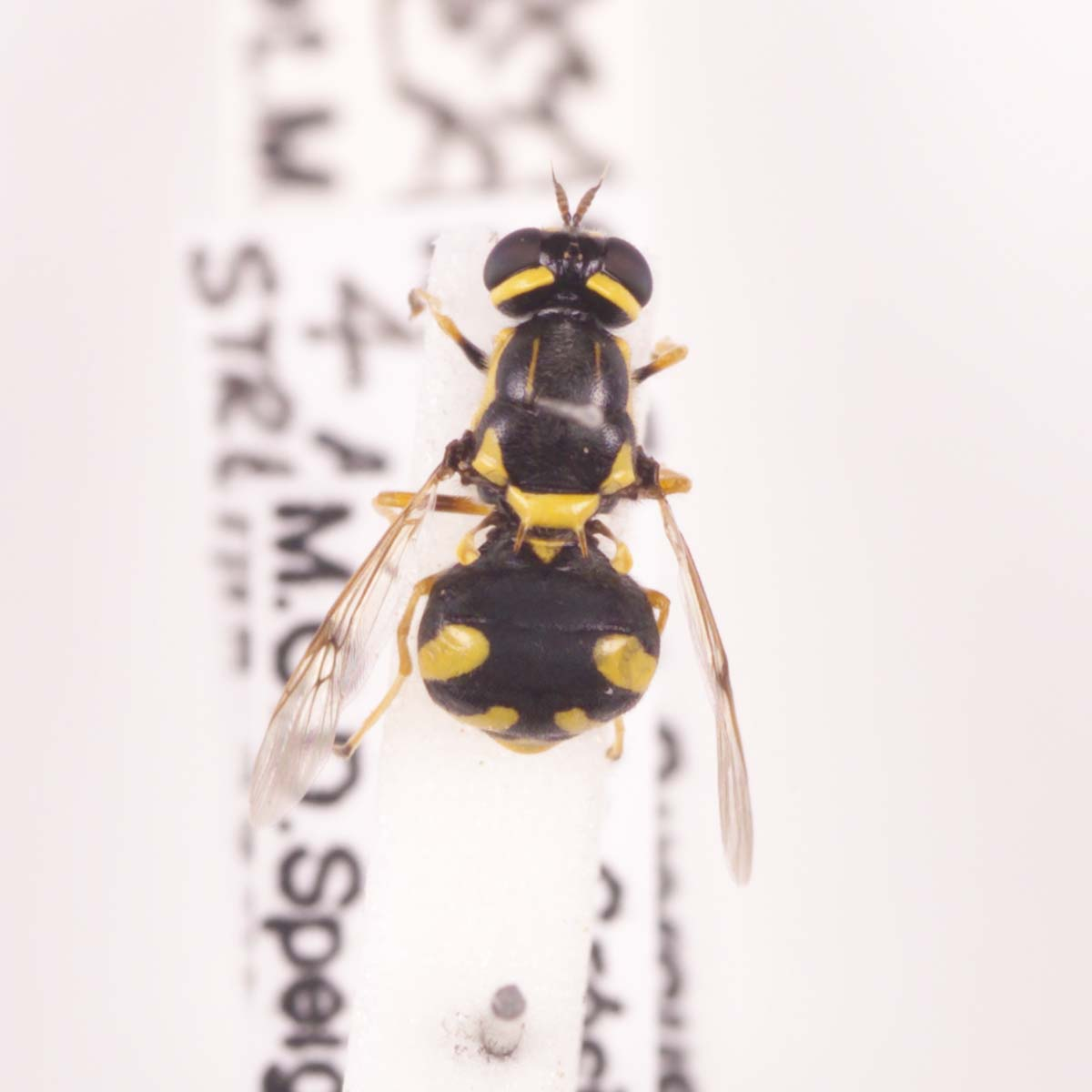
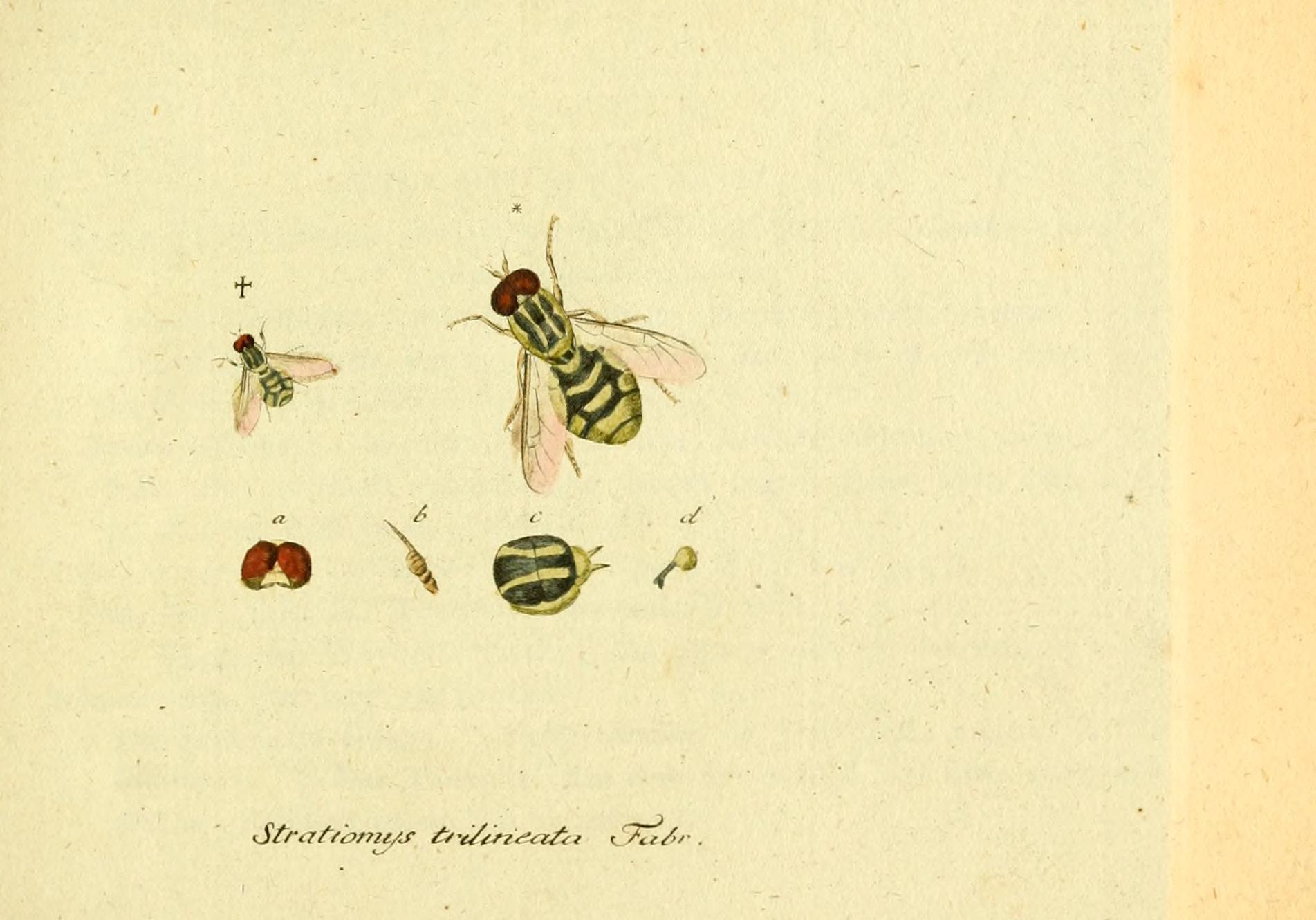
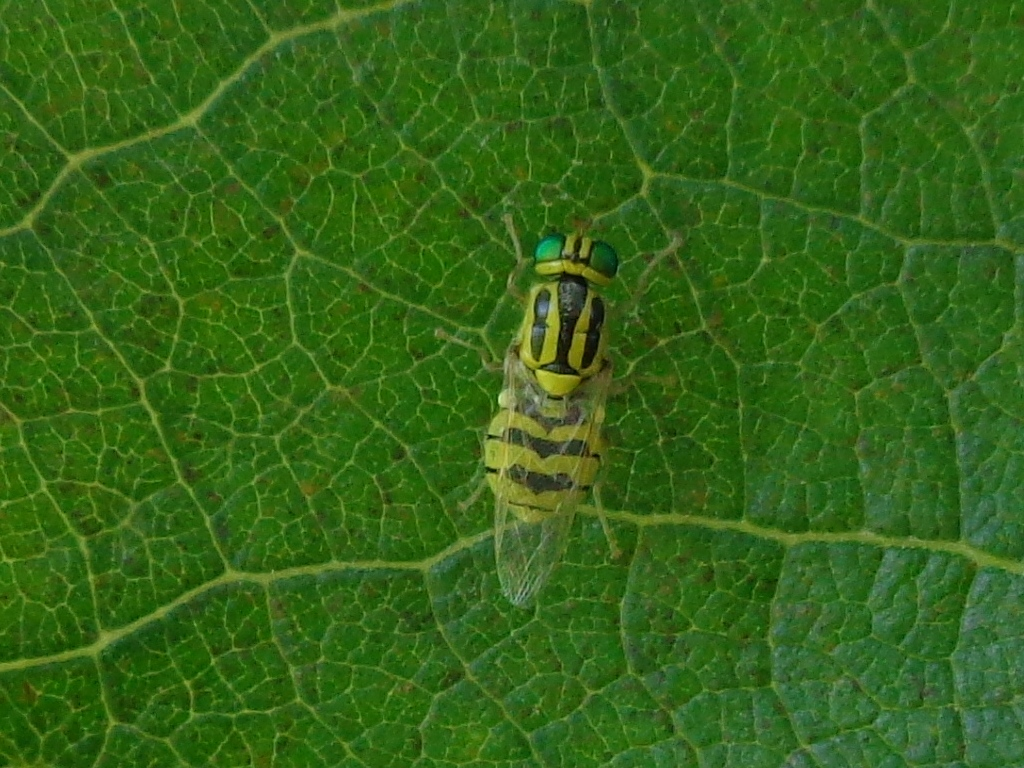

## Dottertaxa tillOxycera, i alfabetisk ordning[1][2]
- Oxycera abyssinica
- Oxycera adusta
- Oxycera albomicans
- Oxycera albovittata
- Oxycera aldrichi
- Oxycera analis
- Oxycera apicalis
- Oxycera approximata
- Oxycera atra
- Oxycera binotata
- Oxycera centralis
- Oxycera chikuni
- Oxycera confinis
- Oxycera dispar
- Oxycera dives
- Oxycera excellens
- Oxycera fallenii
- Oxycera fasciventris
- Oxycera fenestrata
- Oxycera flava
- Oxycera flavopilosa
- Oxycera fumipennis
- Oxycera galeata
- Oxycera germanica
- Oxycera grancanariensis
- Oxycera grata
- Oxycera guangxiensis
- Oxycera guizhouensis
- Oxycera hirticeps
- Oxycera hybrida
- Oxycera insolata
- Oxycera japonica
- Oxycera kusigematti
- Oxycera laniger
- Oxycera latifrons
- Oxycera leonina
- Oxycera lii
- Oxycera limbata
- Oxycera locuples
- Oxycera lyrifera
- Oxycera madagassica
- Oxycera manens
- Oxycera marginata
- Oxycera meigenii
- Oxycera morrisii
- Oxycera muscaria
- Oxycera nana
- Oxycera nigricornis
- Oxycera nigrisincipitalis
- Oxycera nigriventris
- Oxycera notata
- Oxycera ochracea
- Oxycera orientalis
- Oxycera pardalina
- Oxycera picta
- Oxycera pseudoamoena
- Oxycera pygmaea
- Oxycera qinghensis
- Oxycera quadrilineata
- Oxycera quadripartita
- Oxycera rara
- Oxycera rufifrons
- Oxycera semilimbata
- Oxycera sibirica
- Oxycera signata
- Oxycera sinica
- Oxycera stigmosa
- Oxycera stuckenbergi
- Oxycera submaculata
- Oxycera sumbana
- Oxycera tangi
- Oxycera tenebricosa
- Oxycera tenuis
- Oxycera terminata
- Oxycera tibialis
- Oxycera torrentium
- Oxycera tricolor
- Oxycera trilineata
- Oxycera trispila
- Oxycera turcica
- Oxycera variegata
- Oxycera varipes
- Oxycera vertipila
- Oxycera whitei
- Oxycera zambesina